# مزرعه آفتابگردان
مزرعه آفتابگردان سریالی به کارگردانی فریدون حسن پور و نویسندگی مهران کاشانی محصول سال ۱۳۸۲ است.

## بازیگران
- محمدعلی کشاورز
- کیهان ملکی
- مهدی فتحی
- مهران رجبی
- مونا فرجاد
- فاطمه صادقی
- جواد زیتونی
- امید قربانی
- پروین میکده
- افشین آقایی